# 普里什金·陶马什
普里什金·陶马什（匈牙利語：Priskin Tamás；1986年9月27日—）是一位匈牙利足球運動員。在場上的位置是前鋒。他現在效力於斯洛伐克足球超級聯賽球隊施洛雲。他也代表匈牙利國家足球隊參賽。